# Taifa Mallorca
Taifa Mallorca byla jednou z mnoha muslimských taifských států na Pyrenejském poloostrově v časech reconquisty. Jen s tím rozdílem, že se taifa (emirát) nacházela na Baleárských ostrovech a existovala v letech 1018 až 1203. Byla založena vojevůdcem slovanského původu Mudžáhidem al-Ámirím, původně otrok, který se stal vládcem taify Dénia a později i Valencie. Jádro mallorské taify se nacházelo na ostrově Mallorca, přičemž území zahrnovalo také další ostrovy Menorcu a Ibizu. 
Roku 1109 zaútočila křížová výprava norského krále Sigurda na Ibizu a Menorku. Mallorku norští křižáci vynechali, snad proto, že se neodvážili napadnout dobře opevněné centrum taify. Období nezávislé taify označované jako „první taifské království“ trvalo padesát let (1076–1116).
V letech 1113–1115 čelila taifa katalánsko-pisánské výpravě a roku 1116 byla obsazena Almorávidy, kteří zde ustanovili vlastní dynastii, přičemž se na jejich říši osamostatnila. Toto druhé období samostatnosti (1147–1203) je označováno jako „druhé taifské království“. Baleárské ostrovy, resp. taifa, byla také poslední baštou Almorávidů poté, co byla jejich říše na Iberském poloostrově dobyta Almohady. Nakonec roku 1203 byla i Mallorka dobyta a stala se součástí Almohadského chalífátu, ale jen formálně, protože ustanovený místodržitel Abú Jahja vládl takřka nezávisle. V letech 1228–1231 Mallorka dobyta výpravou aragonského krále Jakuba I. a bylo zde zřízeno křesťanské království, které se stalo součástí zemí Aragonské koruny.